# Оять
Оя́ть (вепс. Jogi, Ojat’, Ojatinjogi) — река в Ленинградской и Вологодской областях России, левый приток Свири (бассейн Ладожского озера).

## Название
Название реки в переводе с вепсского означает «ручей».

## Географические сведения
Берёт своё начало из Чаймозера на Вепсовской возвышенности на территории Вологодской области. Высота истока — 222 м над уровнем моря. Длина Ояти составляет 266 км, площадь водосборного бассейна — 5220 км². Среднегодовой расход воды в 39 км от устья — 51,8 м³/с. Высота устья — 4,6 м над уровнем моря.
От истока до деревни Алёховщина берега преимущественно холмистые, покрыты лесом. До д. Винницы Оять — речка шириной 5—10 м, глубина редко превышает 1 м.
На всем протяжении реки до Алёховщины плёсы чередуются с перекатами. Встречаются затяжные перекаты, до 2 км. Близ деревни Надпорожье (вверх по течению) имеются 2 порога (2 категории сложности).
После деревни Алёховщина перекаты исчезают, река принимает равнинный характер.

## История
Край был заселён финно-угорским населением. В X веке в погребальной традиции прибалтийско-финского населения рек Ояти и Малой Ояти проявляются такие своеобразные черты, как заворачивание сожжённых (кальцинированных) костей и вещей в бересту, покрывание умершего берестой и посыпание сверху кальцинированными костями, присутствие специфических вещей как западноевропейского происхождения, так и местного производства (бус-«флакончиков», кресал с бронзовыми рукоятями, подвесок, изображающих оленя или лося, прорезных и полых подвесок-уточек). В погребениях X—XI веков становятся более разнообразными предметы, свойственные местному населению (бронзовые ключи-амулеты, двойные бронзовые пронизки, пластинчатые кресала), появляются срубы и могильные ямы, захоронение отдельных черепов, отчетливые следы жертвоприношений и насильственной смерти.
Оять — район также древних славянских поселений. Тервенский Погост (Тервеничи) упоминается уже в летописях 1137 года.
Река Оять и несколько топонимов, находящихся в восточном (Пудога) и в западном Обонежье (Сямозеро и река Шуя), упомянуты в берестяной грамоте № 131 (1370-е — начало 1380-х годов).
Река дала название Введено-Оятскому монастырю.

## Бассейн

### Притоки
- Чегла (10 км от устья, левый)
- Большая Лублога (68 км от устья, правый)
- Тикша (72 км от устья, левый)
- Вилига (80 км от устья, левый)
- Озеренжа (87 км от устья, левый)
- Савинка (90 км от устья, правый)
- Шадьма (94 км от устья, левый)
- Ащина (108 км от устья, левый)
- Шапша (110 км от устья, правый)
- Тянукса (131 км от устья, левый)
- Кузра (145 км от устья, правый)
- Шокша (157 км от устья, правый)
- Тукша (165 км от устья, правый)
- Сондала (168 км от устья, правый)
- Логручей (174 км от устья, правый)
- Гозручей (179 км от устья, левый)
- Капшручей (186 км от устья, правый)
- Водручей (189 км от устья, правый)
- Нижняя Курба (215 км от устья, левый)
- Верхняя Курба (227 км от устья, левый)
- Ваджега (240 км от устья, левый)
- Сарручей (254 км от устья, левый)

### Притоки второго и третьего уровней
- Бембоя (приток Нижней Курбы)
- Сондалручей (впадает в Сондалозеро, которое протокой соединяется с Оятью)
- Чёрная (впадает в Палозеро — исток Сондалы)
- Ченжа (приток Тукши)
- Вадручей (приток Шокши)
- Паданка (приток Шокши)
- Пурнручей (впадает в Чикозеро — исток Паданки)
- Пётка (впадает в Чикозеро — исток Паданки)
- Верхняя Вадожка (приток Шапши)
- Кирмоя (приток Шапши)
- Сара (приток Шапши)
- Лижма (приток Сары)
- Питкоя (впадает в Ащозеро — исток Ащины)
- Вадога (приток Ащины)
- Сарка (приток Ащины)
- Сарка (приток Вилиги)

### Озёра в бассейне Ояти
- Чаймозеро (исток Ояти)
- Долгозеро
- Пикозеро
- Ладвинское
- Верхнее
- Курбозеро
- Ульозеро
- Печевское
- Сарозеро
- Яндозеро
- Большое Капшозеро
- Озерское
- Сурьярвь
- Оярвь
- Шатозеро
- Долгозеро
- Кривозеро
- Чогозеро
- Пальмик
- Палозеро
- Верхнее Тукшозеро
- Палозеро
- Кимозеро
- Сяргозеро
- Гонгинское
- Оренженское
- Шокшозеро
- Крестное
- Нялгозеро
- Долгое
- Чачозеро
- Легмозеро
- Оёзеро
- Каргинское
- Кодозеро
- Кекозеро
- Яймозеро
- Гонгозеро
- Чикозеро
- Кузринское
- Сарозеро
- Ладвозеро
- Печенское
- Пелдозеро
- Сяксозеро
- Руссконское
- Антик
- Мутнозеро
- Ащозеро
- Савозеро
- Мальгинское
- Мунозеро
- Юбинское
- Ляшозеро
- Заозерское

## Населённые пункты
- посёлок Курба
- село Винницы
- деревня Надпорожье
- деревня Ефремково
- село Алёховщина
- деревня Акулова Гора
- деревня Яровщина
- деревня Имоченицы
- деревня Шангиничи
- деревня Доможирово
- деревня Пойкимо
- деревня Мягозеро
- Сарозеро
- деревня Пелдуши
- деревня Мошкино
- посёлок Оять
- Ярославичи
- деревня Барково
- деревня Великодворская
- деревня Хвалевщина
- деревня Карлуха
- деревня Чашковичи
- посёлок Рассвет

## Данные водного реестра
По данным государственного водного реестра России относится к Балтийскому бассейновому округу, водохозяйственный участок реки — Свирь, речной подбассейн реки — Свирь (включая реки бассейна Онежского озера). Относится к речному бассейну реки Нева (включая бассейны рек Онежского и Ладожского озера)

## Галерея
- Река Оять, Василий Поленов, 1915
- Река Оять в деревне Хвалёвщине
- Река Оять в селе Винницах
- Река Оять в деревне Великодворской
- Река Оять недалеко от Введено-Оятского монастыря